# Heartkiller
«Heartkiller» es el primer sencillo del séptimo álbum de la banda de rock finlandesa HIM, titulado Screamworks: Love In Theory And Practice. El sencillo está actualmente disponible en iTunes desde el 7 de diciembre de 2009. El estreno de su video fue lanzado el 7 de enero de 2010 en la página oficial de la banda en MySpace, y al día siguiente también apareció en su página web oficial y en su página en YouTube.

## Sobre la letra
En la edición de marzo de 2010 de la revista alemana Zillo, Ville Valo dijo lo siguiente sobre Heartkiller:
Esta canción es sobre las reglas de la sociedad, las exigencias hacia ti, las cuales pueden a veces sofocar las llamas de la pasión. Así que tienes que tener la oportunidad de dejarte ir y no tener miedo de correr riesgos en el camino a la felicidad. Mi frase favorita es “Let me be a flatliner for a heartkiller”, porque es una paradoja. Soy un moribundo esperando a un asesino de corazones que me vuelva a matar. Como todo en esta vida, es un ciclo. La línea “top hats off to the return...” puede ser interpretada de diferentes maneras. Me refiero al ritmo de la música o al latido del corazón? Me gusta cuando puedes interpretarlo de diferentes maneras. Por una parte muchas líneas tienen un sentido del humor seco y trabajan con diferentes clichés y por otra parte está el aspecto personal del que no suelo hablar porque si no el misterio desaparecería.

## Lista de canciones
US/Finland iTunes Store:
1. "Heartkiller" - 3:29

Finnish CD single and UK iTunes Store:
1. "Heartkiller" - 3:29
2. "Shatter Me With Hope (The Sword of Democles)" - 4:13
3. "Heartkiller (Moordeb VRS)" - 3:24

Swedish and German CD single:
1. "Heartkiller"
2. "Shatter Me With Hope (The Sword of Democles)"

## Posicionamiento
| Listas (2009/2010)    | Posición |
| --------------------- | -------- |
| Finnish Singles Chart | 5        |
| German Singles Chart  | 34       |
| Russian Maximum Chart | 1        |